# Eredivisie (vrouwenhandbal) 2013/14
De AfAB Eredivisie is de hoogste afdeling van het Nederlandse handbal bij de vrouwen op landelijk niveau. In het seizoen 2013/2014 werd SERCODAK Dalfsen landskampioen. FIQAS/Aalsmeer degradeerde naar de Eerste divisie.

## Opzet
- Er wordt eerst een volledige competitie gespeeld. Daarna worden de teams in twee poules opgedeeld. De zes hoogst geëindigde ploegen gaan verder in de zogenaamde kampioenspoule en de vier laagst geëindigde ploegen in de zogenaamde degradatiepoule.
- De vier ploegen in de degradatiepoule spelen onderling een volledige competitie waarbij de nummer 7 uit de reguliere competitie met 4 bonus/startpunten begint en, dit zo aflopend tot, 1 startpunt voor de nummer 10 uit de reguliere competitie.
- De ploeg die in de degradatiepoule als laatste eindigt, degradeert rechtstreeks naar de eerste divisie.
- De ploeg die in de degradatiepoule als enerlaatste eindigt, speelt een best-of-two tegen de winnaar, van de onderlinge strijd tussen de periodekampioenen in de eerste divisie, om uit te maken wie volgend seizoen in de eredivisie en wie in de eerste divisie speelt. In deze best-of-two heeft de eredivisieploeg het recht om de tweede wedstrijd thuis te spelen.
- De zes ploegen in de kampioenspoule beslissen in poulefase wie er door gaat naar de best-of-three voor het landskampioenschap gaan spelen. De nummer 1 en 2 van de kampioenspoule spelen deze finale.
- De finale (derde ronde) is een best-of-three waarbij de ploeg die in de reguliere competitie als hoogste is geëindigd, de eerste en, indien nodig, derde wedstrijd thuis speelt,

## Teams
| Club                    | Plaats           | Provincie     | Trainers                                          | Hal                                                             |
| ----------------------- | ---------------- | ------------- | ------------------------------------------------- | --------------------------------------------------------------- |
| FIQAS/Aalsmeer          | Aalsmeer         | Noord-Holland | Herman Schaap                                     | De Bloemhof                                                     |
| SERCODAK Dalfsen        | Dalfsen          | Overijssel    | Peter Portengen                                   | De Trefkoele Landstede Sportcentrum (Zwolle) Tijenraan (Raalte) |
| Schuler Afbouwgroep/DOS | Emmer-Compascuum | Drenthe       | Rob Fiege Paul van Gestel ontslagen in maart 2014 | De Klabbe                                                       |
| Kwebbel/E&O             | Emmen            | Drenthe       | Edwin Kippers                                     | Harwig Arena                                                    |
| Gilde-BT/HandbaL Venlo  | Venlo            | Limburg       | William Gommans                                   | Craneveld                                                       |
| Hellas                  | Den Haag         | Zuid-Holland  | Nico Stet Fred Michielsen ontslagen in maart 2014 | Hellashal                                                       |
| Virto/Quintus           | Kwintsheul       | Zuid-Holland  | Alex Curescu                                      | Van der Voorthal                                                |
| Westfriesland/SEW       | Nibbixwoud       | Noord-Holland | George Dekeling                                   | De Bloesem                                                      |
| Vlug en Lenig           | Geleen           | Limburg       | Edwin Janssen                                     | Glanerbrook                                                     |
| Succes Schoonmaak/VOC   | Amsterdam        | Noord-Holland | Richard Kuijer                                    | De Weeren                                                       |

## Reguliere competitie
| Pos | Club                    | Wed | W  | G | V  | Ptn | DV  | DT  | +/−  | Opmerking            |
| --- | ----------------------- | --- | -- | - | -- | --- | --- | --- | ---- | -------------------- |
| 1   | SERCODAK Dalfsen        | 18  | 17 | 0 | 1  | 34  | 639 | 356 | +283 | Naar kampioenspoule  |
| 2   | Succer Schoonmaak/VOC   | 18  | 13 | 0 | 5  | 26  | 511 | 435 | +76  | Naar kampioenspoule  |
| 3   | Schuler Afbouwgroep/DOS | 18  | 12 | 1 | 5  | 25  | 561 | 464 | +97  | Naar kampioenspoule  |
| 4   | Virto/Quintus           | 18  | 11 | 1 | 6  | 23  | 486 | 419 | +67  | Naar kampioenspoule  |
| 5   | Westfriesland/SEW       | 18  | 8  | 1 | 9  | 17  | 464 | 453 | +11  | Naar kampioenspoule  |
| 6   | Kwebbel/E&O             | 18  | 8  | 1 | 9  | 17  | 410 | 488 | −78  | Naar kampioenspoule  |
| 7   | Hellas                  | 18  | 7  | 1 | 10 | 15  | 471 | 487 | −16  | Naar degradatiepoule |
| 8   | Gilde-BT/HandbaL Venlo  | 18  | 7  | 1 | 10 | 15  | 442 | 490 | −48  | Naar degradatiepoule |
| 9   | Vlug en Lenig           | 18  | 4  | 0 | 14 | 8   | 379 | 507 | −128 | Naar degradatiepoule |
| 10  | FIQAS/Aalsmeer          | 18  | 0  | 0 | 18 | 0   | 318 | 582 | −264 | Naar degradatiepoule |

## Nacompetitie

### Degradatiepoule
| Pos | Club                   | Wed | W | G | V | Ptn | DV  | DT  | +/− | Opmerking                                                     |
| --- | ---------------------- | --- | - | - | - | --- | --- | --- | --- | ------------------------------------------------------------- |
| 1   | Vlug en Lenig          | 6   | 4 | 1 | 1 | 11  | 148 | 127 | +21 |                                                               |
| 2   | Gilde-BT/HandbaL Venlo | 6   | 3 | 2 | 1 | 11  | 140 | 134 | +6  |                                                               |
| 3   | Hellas                 | 6   | 2 | 0 | 4 | 8   | 161 | 153 | +8  | Best of two tegen winnaar periodekampioenschap eerste divisie |
| 4   | FIQAS/Aalsmeer         | 6   | 1 | 1 | 4 | 4   | 125 | 160 | −35 | Directe degradatie naar eerste divisie                        |

### Kampioenspoule
| Pos | Club                    | Wed | W | G | V | Ptn | DV  | DT  | +/−  | Opmerking                         |
| --- | ----------------------- | --- | - | - | - | --- | --- | --- | ---- | --------------------------------- |
| 1   | SERCODAK Dalfsen        | 10  | 9 | 0 | 1 | 24  | 351 | 226 | +125 | Gekwalificeerd voor Best of Three |
| 2   | Succes Schoonmaak/VOC   | 10  | 6 | 0 | 4 | 17  | 278 | 271 | +7   | Gekwalificeerd voor Best of Three |
| 3   | Schuler Afbouwgroep/DOS | 10  | 5 | 1 | 4 | 15  | 271 | 282 | −11  |                                   |
| 4   | Quintus                 | 10  | 4 | 1 | 5 | 12  | 242 | 250 | −8   |                                   |
| 5   | Kwebbel/E&O             | 10  | 3 | 0 | 7 | 7   | 226 | 288 | −62  |                                   |
| 6   | Westfriesland/SEW       | 10  | 1 | 2 | 7 | 7   | 250 | 301 | −51  |                                   |

## Best of three
Speelronde 1
| 25 mei 2014 | SERCODAK Dalfsen | 35 − 21 | Succes Schoonmaak/VOC | Tijenraan, Raalte |
| 25 mei 2014 |                  |         |                       | Tijenraan, Raalte |
| 25 mei 2014 |                  |         |                       | Tijenraan, Raalte |

| 31 mei 2014 | Succes Schoonmaak/VOC | 16 − 33 | SERCODAK Dalfsen | De Weeren, Amsterdam |
| 31 mei 2014 |                       |         |                  | De Weeren, Amsterdam |
| 31 mei 2014 |                       |         |                  | De Weeren, Amsterdam |

| 7 juni 2014 | SERCODAK Dalfsen | v | Succes Schoonmaak/VOC | De Trefkoele, Dalfsen |
| 7 juni 2014 |                  |   |                       | De Trefkoele, Dalfsen |
| 7 juni 2014 |                  |   |                       | De Trefkoele, Dalfsen |

## Beste handbalsters van het jaar
In rust van de EK kwalificatiewedstrijd tussen Nederland en Turkije werden de seizoensprijzen uitgereikt voor Speler, Keeper en Talent van het Jaar. De trainers uit de eredivisie hebben de beste keepster en meest waardevolle speelster van het seizoen gekozen. De prijs voor Talent van het Jaar is bepaald door de bondscoaches van het dames handbal.
| Categorie           | Winnaar        | Club                    |
| ------------------- | -------------- | ----------------------- |
| Speelster           | Rachel de Haze | Succes Schoonmaak/VOC   |
| Keepster            | Annick Lipman  | SERCODAK Dalfsen        |
| Talent van het jaar | Kelly Dulfer   | Schuler Afbouwgroep/DOS |

De genomineerden waren:
Speelster van het jaar
- Michelle Goos - Succes Schoonmaak/VOC
- Rachel de Haze - Succes Schoonmaak/VOC
- Lynn Knippenborg - SERCODAK Dalfsen

Keepster van het jaar
- Annick Lipman - SERCODAK Dalfsen
- Larissa van Dort - Virto/Quintus
- Kristy Zimmerman - Schuler Afbouwgroep/DOS